# Wilhelm Friese
Wilhelm Friese (* 27. Mai 1924 in Heiligenstadt; † 9. Juni 2008 in Tübingen) war ein Skandinavist und Literaturwissenschaftler an der Ernst-Moritz-Arndt-Universität Greifswald und der Eberhard Karls Universität Tübingen. Als erster befasste sich Friese ausführlich und wissenschaftlich mit der Barockliteratur der nordischen Länder.

## Leben und Werk
Nach seiner Teilnahme im Zweiten Weltkrieg und Kriegsgefangenschaft nahm er 1948 an der Universität Jena sein Studium der Fächer Englisch, Deutsch und Altnordisch auf, welches er später in Ostberlin als Lektor beschäftigt für die Neuskandinavische Literatur weiterführte. 1954 wurde er wissenschaftlicher Assistent am Nordischen Institut der Universität Greifswald, wo er 1955 promovierte. Aufgrund zunehmender Konflikte mit dem sozialistischen DDR-Staat und dessen Eingriffen in die Freiheit der Wissenschaft siedelte er im Jahr 1958 zunächst für kurze Zeit nach Dänemark um dann eine Lehramtsstelle in Niedersachsen anzutreten. Wolfgang Mohr holte ihn für eine Assistentenstelle am Deutschen Seminar nach Tübingen, dort habilitierte er sich mit einer Arbeit zur nordischen Barockliteratur. Bis 1989 hatte er die Professur für Nordische Philologie inne. Von 1992 bis 1994 vertrat er den Lehrstuhl für Neuere skandinavische Literaturen an der Universität Greifswald. 1993 wurde Friese für sein wissenschaftliches Gesamtwerk, besonders die Erforschung der nordischen Barockliteratur, sowie für sein Eintreten für die Freiheit von Forschung und Lehre mit dem Ehrendoktor der Philosophischen Fakultät der Universität Greifswald ausgezeichnet.

## Schriften (Auswahl)
- Nordische Literaturen im 20. Jahrhundert (= Kröners Taschenausgabe. 389). Kröner, Stuttgart 1971, ISBN 3-520-38901-0.
- als Herausgeber: Ibsen auf der deutschen Bühne. Texte zur Rezeption (= Deutsche Texte. 38). Niemeyer, Tübingen 1976, ISBN 3-484-19037-X.
- als Herausgeber: Strindberg und die deutschsprachigen Länder. Internationale Beiträge zum Tübinger Strindberg-Symposion 1977 (= Beiträge zur nordischen Philologie. 8). Helbing & Lichtenhahn, Basel u. a. 1979, ISBN 3-7190-0724-3.
- „… am Ende der Welt“. Zur skandinavischen Literatur der frühen Neuzeit (= Artes et litterae septentrionales. 1). Literaturverlag Norden Reinhardt, Leverkusen 1989, ISBN 3-927153-09-5.
- Halldór Laxness, die Romane. Eine Einführung (= Beiträge zur nordischen Philologie. 24). Helbing & Lichtenhahn, Basel u. a. 1995, ISBN 3-7720-3087-4.
- als Herausgeber und Übersetzer: Matthías Johannessen: Sálmar á atómöld. = Psalmen im Atomzeitalter. Isländisch und Deutsch. Seltmann & Hein, Köln 1996, ISBN 3-9804960-2-3.
- als Herausgeber: Nordische Barocklyrik. = Nordisk barocklyrik. Francke, Tübingen u. a. 1999, ISBN 3-7720-2733-4.
- Knut Hamsun und Halldór Kiljan Laxness. Anmerkungen zu Werken und Wirkung. Francke, Tübingen u. a. 2002, ISBN 3-7720-2780-6.
- als Herausgeber und Übersetzer: Skandinavische Lyrik im 17. Jahrhundert. = Nordisk barocklyrik. Francke, Tübingen u. a. 2003, ISBN 3-7720-3342-3.
- Abenteuer mit den Deutschen. Deutsch-Skandinavische Begegnungen. Francke, Tübingen u. a. 2004, ISBN 3-7720-8044-8.
- als Herausgeber und Übersetzer: Matthías Johannessen: Hier schlägt dein Herz. = Hér slær þitt hjarta. Gedichte isländisch-deutsch. Francke, Tübingen u. a. 2006, ISBN 3-7720-8185-1.
- Begegnungen mit Halldór Kiljan Laxness. Francke, Tübingen u. a. 2008 ISBN 978-3-7720-8288-7.